# Tomàs de Metsop
Tomas de Metsob (armeni: Թովմա Մեծոփեցի, Tovmà Metsopetxí) (1378–1446) fou un clergue i historiador armeni que va deixar un relat de les invasions de Tamerlà al Caucas (1386–1403). La seva vida és coneguda per la biografia que d'ell va escriure el seu estudiant Kirakos Banaser i per alguns colofons del segle xv.

## Biografia
Va néixer a Akhiovit, al nord del llac Van i es va educar al monestir de Metsop, al nord-oest d'Ardjesh (moderna Erciş). Va viure una vida peripatètica fugint repetidament dels atacs de Tamerlà. Va fer de mestre i es va introduir en activitats literaries en diversos centres religiosos d'Armènia, incloent Sukhara, Tatev, Lim i Metsop. Va participar també en la lluita contra la influència del catolicisme romà dins l'església armènia i va ajudar a transferir el catolicós armeni de Sis (a Cilícia) altre cop a Vagharxapat.
La seva obra principal és Història de Tamerlà i els seus successors, que és el relat d'un testimoni presencial escrit bàsicament de memòria. Encara que no és exacte, és una font important per la història d'Armènia i Geòrgia al final del segle xiv i princip del segle xv. El text clàssic armeni fou publicat per K. Shahnazarian a Paris el 1860 i traduit al francès per Félix Nève el 1861, i a l'angles per Robert Bedrosian el 1977.